# 有时跳舞
有时跳舞（英語：The Island Tales）是2000年上映的由香港导演关锦鹏执导的电影。魏绍恩担任编剧，主演有张智霖、李嘉欣、舒淇、金燕玲、大泽隆夫和桃井薰。该片曾经参加第50届柏林国际电影节展出。

## 主演
- 张智霖 饰演 阿汉
- 李嘉欣 饰演 Sharon
- 桃井薰 饰演 Marianne
- 舒淇 饰演 美玲
- 大泽隆夫 饰演 福山春树